# Vicente Gil
Vicente Gil, né le 16 mai 1954, à Madrid, en Espagne, est un joueur de basket-ball espagnol. Durant sa carrière dans les années 1970 et 1980, il évolue au poste de meneur.